# Elif Ekşi
Elif Ekşi, född 21 mars 1967, är en turkisk bågskytt. Hon deltog vid olympiska sommarspelen 1988, olympiska sommarspelen 1992 och olympiska sommarspelen 1996.